# Winston-Salem, North Carolina
Winston-Salem là một thành phố thủ phủ quận Forsyth, bang Bắc Carolina, Hoa Kỳ. Theo điều tra dân số Hoa Kỳ 2010, thành phố có dân số 229.617 người. Đây là thành phố lớn thứ 83 Hoa Kỳ theo dân số, là thành phố lớn thứ 3 bang.
Thành phố Winston-Salem có 4 trường đại học đào tạo 4 năm và một trường cao đẳng đào tạo hai năm: Đại học Wake Forest; Đại học bang Winston-Salem, Đại học Salem chuyên về nghệ thuạt tự do thành lập năm 1772; Trường Nghệ thuật của Đại học Bắc Carolina, Cao đẳng Cộng đồng Kỹ thuật Forsyth.